# Musica Petropolitana
Musica Petropolitana — латинська назва ансамблю старовинної музики з міста Санкт-Петербург. Ансамбль спеціалізується на придворній музиці XVIII століття.

## Музична традиція в Петербурзі

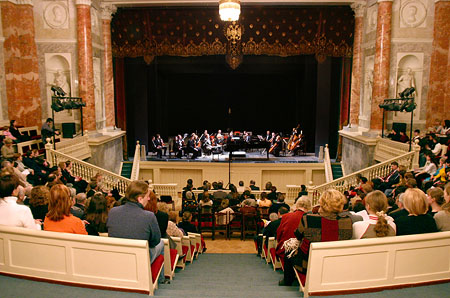
Концерт в Ермітажному театрі.

Звертання до документів початку XVIII століття виявило цікаву особливість — важко знайти свідоцтва про архітекторів, художників, декораторів. Однак, в ту важку і трагічну добу досить часто в записах згадували музикантів. Ремесло, віднесене до насолод, музика сприймалася надзвичайною розкішшю. Вже у 1703 році Олександр Меншиков, що отримав посаду коменданта Шліссельбургу, виписав до себе у фортецю заморські екіпажі з Архангельська, а від багатого Григорія Строганова — органіста Афоню. В травні 1703 року закладено Санкт-Петербург. Практично тоді ж почала закладатися музична традиція міста. Петровські канти — її початкова сторінка.
Примітивна музика петровської доби вже не задовольняла нащадків. Імператриця Анна Іванівна збирає новини про музикантів в Італії. Звістка про уславлену оперну трупу Франческо Арайї спонукала імператрицю виписати композитора разом з трупою, музикантами і навіть театральним художником в Петербург. Так заклалася тривала традиція запрошення європейських музикантів в нову російську столицю. Відомим центом музичної культури міста десятиліттями був Ермітажний театр. Вона не припиниться і в XIX столітті, а серед артистів-візитерів у Петербург:
- Ференц Ліст
- Поліна Віардо
- Джон Філд
- Йоганн Штраус (син)

## Створення ансамблю
Ансамбль створено у 1990 році. Його попередником був колектив з назвою «Musica Antiqua St. Petersburg». Засновники запропонували звернутися до творів придворних композиторів, іноземних і російських, а також до творів доби бароко інших музикантів. «Індивідуальне обличчя» ансамблю створюють якраз твори митців, пов'язаних зі столицею колишньої Російської імперії.

## Репертуар
Ансамбль має специфічний репертуар, що базується на творах композиторів, які працювали при російському імператорському дворі XVIII століття. Але серед композиторів, твори яких грає ансамбль, є й митці з інших країн. Перелік композиторів може зацікавити і студента з консерваторії, і музикознавця, історика мистецтва, і прихильника старовинної музики, бо серед них уславлені і маловідомі.
- Арканджело Кореллі (1653—1713)
- Джузеппе Сарті (1729—1802)
- Бальдассаре Ґалуппі (1706—1785)
- Доменіко Чімароза (1749—1801)
- Вінченцо Манфредіні (1737—1799)
- Березовський Максим Созонтович (1745—1777)
- Хандошко Іван Євстафійович (1747—1804)
- Козловський Осип Антонович (1757—1831)
- Джованні Паїзієлло (1740—1816)
- Антоніо Вівальді (1678—1741)
- Йоганн Себастьян Бах (1685—1750) та його сини
- Нікола Порпора (1686—1768)
- Генріх Ігнац Франц фон Бібер (1644—1704)

## Композитори, пов'язані з Петербургом

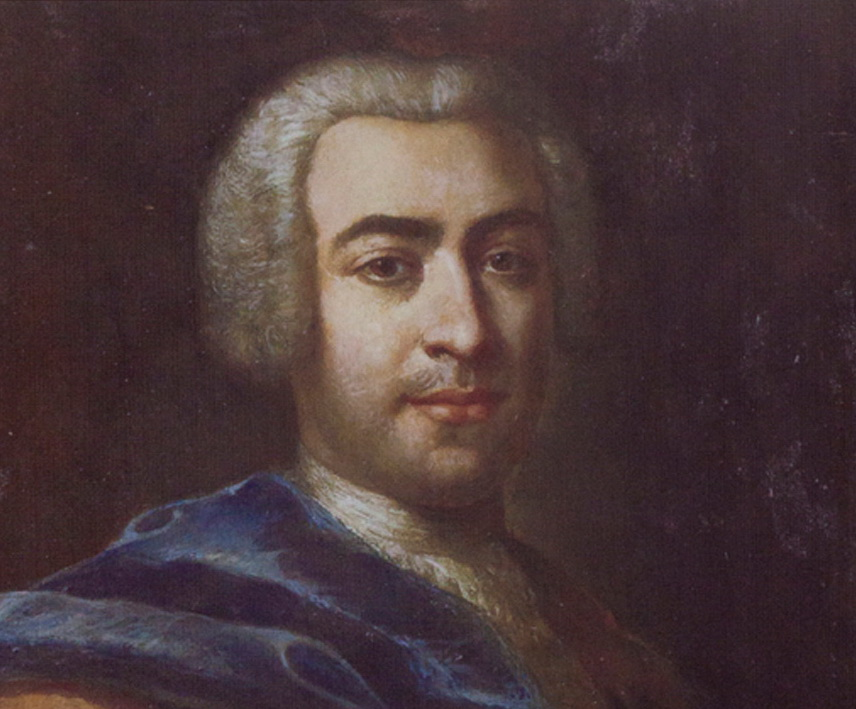
Франческо Арайя
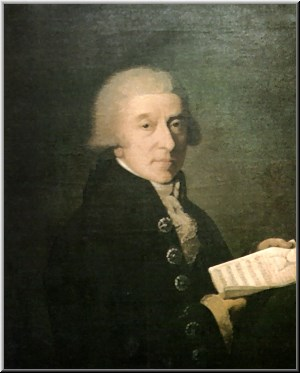
Джузеппе Сарті
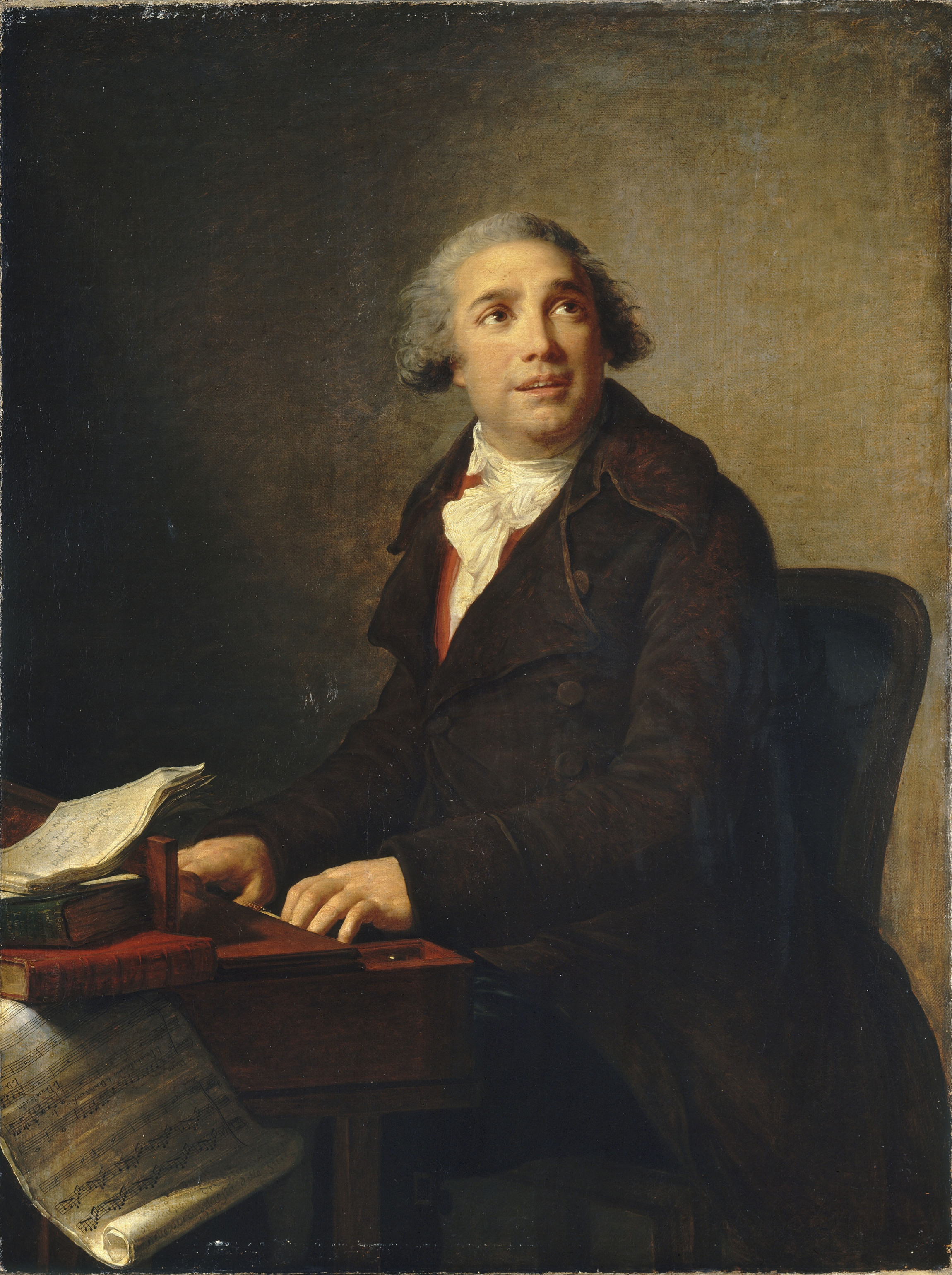
Джованні Паїзієлло

## Архівні скарби Петербурга

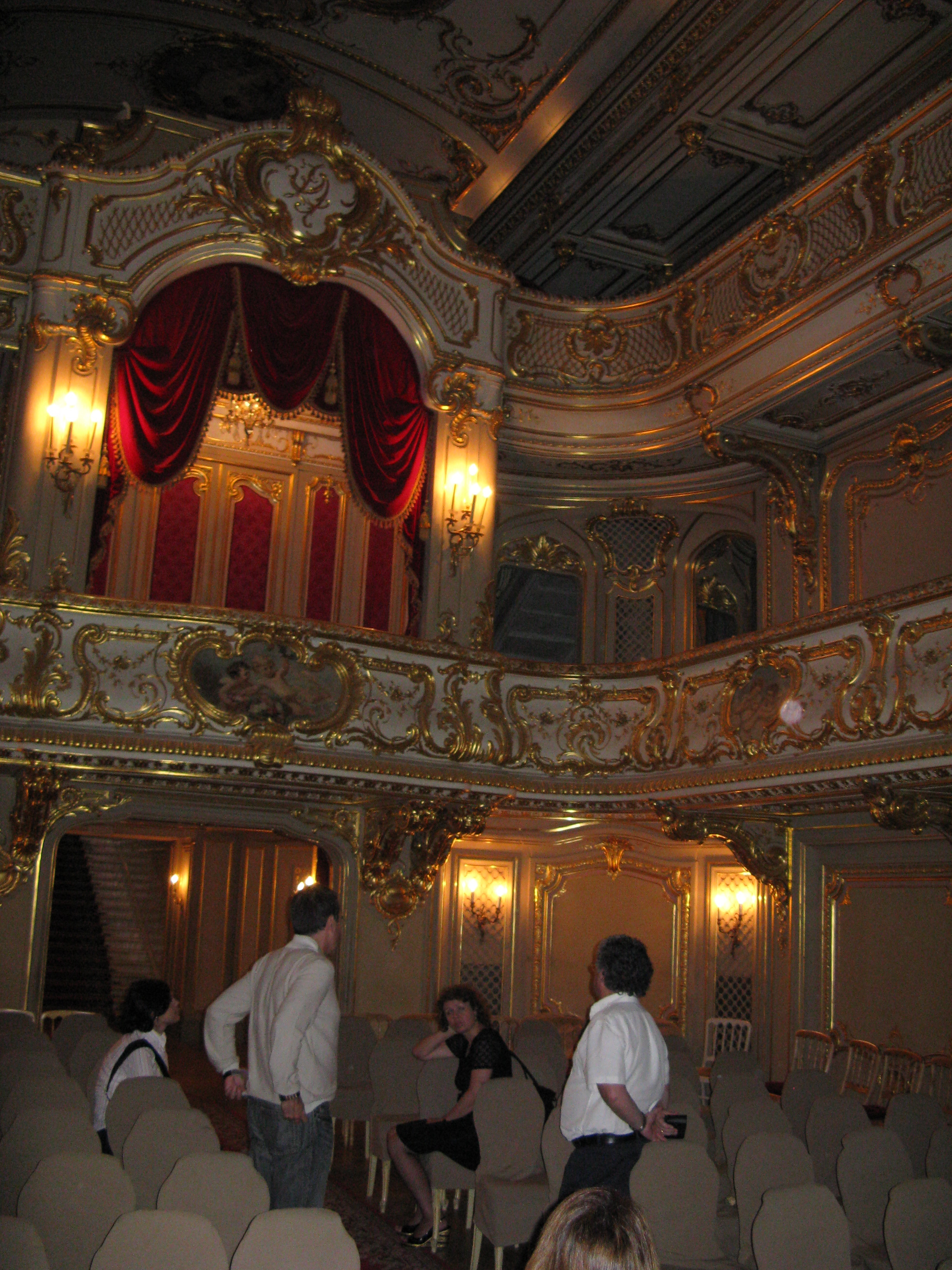
Театр Юсуповського палацу

Недовга в порівнянні з Флоренцією чи Львовом історія міста не завадила мати багаті архіви і бібліотеки, в тому числі бібліотеки музичні. Ноти опер і концертів, написані в місті чи виписані з-за кордону, роками осідали в Імператорській Публічній бібліотеці (нині  Російська національна бібліотека). Саме сюди передали манускрипти приватної бібліотеки князів Юсупових (Юсуповський палац у Санкт-Петербурзі століттями мав власний театр для музичних потреб князівського двору).
А в місті діють ще й музичні архіви і бібліотеки Консерваторії, Театрального інституту, Інституту історії мистецтв, філармонії. Знайти музичні скарби для розширення репертуару було і є де.

## Склад ансамблю
- Сергій Фильченко (скрипка)
- Дмитро Синьковський (скрипка)
- Ірина Шнеєрова (клавесин)
- Дмитро Соколов (віолончель)